# Francie occidentale
«  Francia occidentalis » redirige ici. Pour les autres significations, voir Francia et Occidentalis.
Pour les articles homonymes, voir Francie.
 (février 2009).
843–987
Entités précédentes :
- Empire carolingien dont :
- Neustrie
- Aquitaine

Entités suivantes :
- Royaume de France
- Comtés catalans

La Francie occidentale (en latin : Francia occidentalis) est le royaume que reçut le Carolingien Charles le Chauve lors du partage de Verdun, en 843. Il s'agit des anciens royaumes de Neustrie et d'Aquitaine, avec la partie ouest de l'Austrasie et le nord de la Bourgogne, autrement dit, la France des quatre fleuves (le Rhône, la Saône, la Meuse et l’Escaut).

## Histoire
Dans le royaume des Francs occidentaux, les Carolingiens furent déstabilisés par les invasions normandes. Ils sont confrontés à la concurrence d'une branche des Carolingiens, les comtes de Vermandois, et surtout à l'émergence de grandes dynasties territoriales, en particulier celle des Robertiens.
Charles II le Chauve devint roi de Francie occidentale après le traité de Verdun (843). Il fut sacré empereur d'Occident à Rome le 25 décembre 875, après la mort de son neveu Louis II le Jeune. Il mourut le 6 octobre 877. Après le règne de Charles II le Chauve, Hugues l'Abbé est le personnage principal des règnes de Louis II le Bègue et de ses fils Louis III et Carloman II.
En 880, le traité de Ribemont partage la Francie occidentale entre Louis III et Carloman II, rois de Francie associés. Les deux frères unissent leurs forces contre leur grand oncle Boson et la menace viking. La mort accidentelle de Louis en 882, sans descendance, permet à Carloman de régner sur toute la Francie occidentale.
Charles III le Gros devint ensuite roi de la Francie occidentale et réunifia l'Empire quelques années. Il fut déposé et le royaume des Francs éclata à nouveau. En 888, un Robertien, le roi Eudes, est élu roi des Francs, mais les Carolingiens sont rétablis avec Charles III le Simple. La lignée robertienne revient à nouveau avec les rois Robert Ier de France. Le fils de Robert, Hugues le Grand, rétablit le Carolingien Louis IV d'Outremer auquel succédèrent les rois Lothaire et Louis V. Finalement les Capétiens (issus des Robertiens) remplacèrent définitivement les Carolingiens. En 987, Hugues Capet est élu roi des Francs, sa descendance gouvernera le royaume de France pendant plus de 800 ans.

## Toponymie

### Création du terme Francie
Le mot « Francie » a été créé par convention par des historiens pour rendre le mot latin Francia autrement que par France, dont c'est la traduction ordinaire, dès lors qu'on se situe aux époques mérovingienne ou carolingienne. Il est utilisé afin de rendre compte de la multiplicité des royaumes appelés Francia et d'éviter un anachronisme. Certains historiens le remplacent par France pour désigner la Francie occidentale dès la fin de l'emploi de Francia dans les deux autres royaumes issus du partage de 843, avec d'abord la dislocation rapide de la Francie médiane, puis l'abandon du nom Francia dans la Francie orientale avec l'arrivée d'une dynastie non franque sur le trône : ainsi Renée Mussot-Goulard parle de France carolingienne au Xe siècle.
Du Moyen Âge au XXe siècle, les auteurs traduisaient Francia par France sans recours à Francie car ils ne voyaient pas de rupture entre les deux concepts de France et Francie, les rois de France étant les successeurs des rois des Francs et le changement de titre s'étant fait progressivement : officiellement, les rois de France porteront exclusivement le titre de roi des Francs, Rex Francorum dans leur titulature latine, jusqu'au XIIIe siècle et encore au XVIIe siècle, des médailles royales reprendront le titre de roi des Francs. Les rois de France étaient d'ailleurs comptés et numérotés à partir des rois mérovingiens.

### Utilisation du mot Francie pour désigner le royaume
- Dès l’époque mérovingienne, on prit l’habitude de parler de « Francia » pour désigner l'ensemble du royaume des Francs[3].
- Dans la Francie occidentale qui recouvre l'essentiel du territoire originel de Clovis, dès le VIIe siècle, le terme « Franc » a perdu toute connotation ethnique du fait des mariages mixtes entre Gallo-Romains et Francs et de l'enrôlement dans l'armée de non-Germains[4]. Seul le royaume de l'ouest conserve le nom de Francia ou France[5].
- Charles II le Chauve ne fait d’abord référence qu’à ses années de règne, sans précision géographique, puis à partir de son avènement à l’empire (le 25 décembre 875), sa chancellerie prend le parti de désigner ses années de règne dans le royaume occidental par le terme de Francia ou Francie. Le royaume occidental est appelé Francie par Hincmar en 876-877 dans les Annales de Saint-Bertin, dans les Annales de Saint-Vaast, par des poètes comme Sedulius Scottus, tout comme dans les formules de date de certains diplômes royaux[6].
- Louis II le Bègue, à partir de 877, reprend un temps l’équivalence entre royaume de l'Ouest et Francie, avant que sa chancellerie ne revienne à l’usage de la datation d’après les seules années de règne[6].
- Au Xe siècle, l’expression de rex occidentalium francorum figure dans l’œuvre de Richer ; vers 900, l’évêque Asser en Angleterre parle du regnum occidentalium Francorum et l’expression est aussi connue en Lotharingie[7]. Dans les années 911-912, à la suite de la récupération de la Lotharingie, Charles III remet à l’honneur le titre de « rex Francorum » qui est prédominant chez ses successeurs dans les actes du Xe siècle[8], et renforce l'identification entre France, royaume des Francs et Francie occidentale.
- Dans les actes de Louis IV de France, le mot Francie désigne l'ensemble du royaume des Francs[5]. Chez Gerbert, proche de la cour de l'Est, comme chez Flodoard, seuls les rois de l’Ouest ont droit au titre de reges Francorum de même que le regnum Francorum est le seul royaume occidental[9].

### Utilisation du mot Francie pour désigner une région
Pendant que le mot Francie continue de désigner l'ensemble du royaume, le même terme désigne une partie réduite de son territoire correspondant géographiquement à l'Île-de-France. La Francie s’oppose, alors, à la Bourgogne, l’Aquitaine, la Septimanie et la Provence. Cette évolution est précoce et les deux usages larges et restreints peuvent cohabiter chez un même auteur, par exemple chez Flodoard au Xe siècle, chez qui le mot Francie désigne l’espace situé entre Loire et Meuse, ou bien la totalité du royaume des Francs de l’Ouest. Un phénomène analogue se produit dans le royaume de Francie orientale pour la région correspondant à la Franconie et à la Lotharingie.